# 李诚儒
李诚儒（1954年11月25日—），又名李成儒，北京人，中国男演员。

## 生平
李诚儒毕业于北京景山学校。1976年参加北京市东城区工人俱乐部话剧演出，并参与中央实验话剧院演出话剧。1980年进入北京电影学院业余表演进修班。
2019年至2020年，先后担任腾讯视频《演员请就位》第一季、第二季鉴影嘉宾。

## 個人生活
李诚儒于1992年曾患鼻咽癌，已经治好。

### 婚姻
1992年與第一任妻子離婚，育有兒子李大海。
2002年3月與第二任妻子結婚，上海京剧院国家一级演员史依弘（原名史敏），工梅派青衣、刀馬旦，獲中國戲劇梅花獎、白玉蘭獎、上海十佳優秀青年演員稱號等。與李诚儒結婚時，為了表示不會因此離開上海舞臺，離開京劇舞臺，將史敏改名史依弘，表示依然弘揚京劇。2007年離婚。
2008年12月3日，李誠儒坦承與一名24歲的女子發生性關係而產下一子。2009年3月3日，李誠儒與小13歲的女助理，李曉桐結婚，後因李曉桐出軌其健身教練而離婚。2011年，李誠儒與28歲的女模特張宇萱同居並育有一女，但兩人至今未結婚。

## 演出作品

### 电视剧
- 1991年 《编辑部的故事》25集 饰 假何必
- 1992年 《过把瘾》8集 饰 钱康
- 1993年 《海马歌舞厅》40集
- 1994年 《我爱我家》 37集 饰 工会主席
- 1995年 《东边日出西边雨》20集 饰 吴永民
- 1997年 《寇老西儿》20集 饰 潘仁美
- 1997年 《周恩来在上海》16集 饰 徐恩曾
- 1998年 《警坛风云》30集 饰 曾国华（他饰演的第一个正面角色）
- 1998年 《无雪的冬天》21集 饰 流氓熊哥
- 1999年 《人虫儿》 饰 古玩虫儿
- 2000年 《重案六组（第一部）》32集 饰 曾克强
- 2000年 《你的生命如此多情》25集 饰 李大功
- 2000年 《海口日记》18集 饰 于木
- 2001年 《黑洞》40集 饰 汪功
- 2002年 《刑警的故事》28集 饰 李大曾
- 2002年 《我这一辈子》22集 饰 刘方子
- 2002年 《清明上河图》 饰 陈德彰
- 2003年 《人生几度秋凉》32集 饰 周彝贵
- 2003年 《探长欧光慈》20集 饰 欧光慈
- 2004年 《冬至》
- 2004年 《前门楼子九丈九》34集 饰 福琪
- 2005年 《武昌首义》26集 饰 黎元洪
- 2006年 《女人不哭》34集 饰 舅舅
- 2006年 《后代》26集 饰 曹剑
- 2006年 《女子戏班》38集 饰 朱老板
- 2007年 《舞台姊妹》34集 饰 唐經理
- 2007年 《大长垣》80集 饰 那王爷
- 2007年 《妈妈的爱》28集 饰 苗国金
- 2007年 《一生有你∕死去活来》26集 饰 夏克俭
- 2008年 《笑着活下去》37集 饰 陆大宽
- 2008年 《欢喜亲家》33集 饰 鲁万山
- 2008年 《新碧血剑》35集 饰 皇太极
- 2008年 《鹿鼎记》50集 饰 行痴（顺治）
- 2008年 《生死谍恋》34集 饰 唐定乾
- 2008年 《楼王之谜》24集 饰 庄子繁
- 2008年 《龙须沟》34集 饰 程疯子
- 2008年 《那小子真帅》21集 饰 韩父
- 2008年 《穷妈妈富妈妈》28集 饰 刘大为
- 2009年 《你是我的生命》40集 饰 南大炮
- 2009年 《新警事》30集 饰 张旭光 导演：李成儒
- 2009年 《酒后吐真言》20集 饰 孙富财
- 2009年 《魔方》23集 饰 范宇宙
- 2010年 《经营婚姻》30集 饰 爸爸
- 2010年 《金针王三怪∕北方汉子》 饰 田德贵
- 2011年 《红墙绿瓦之殘陽(又名：宮鎖秘史)，台灣改名為大清後宮傳》 饰 恭亲王 导演：李成儒、陈燕民
- 2011年 《感动生命》 饰 叶明辉
- 2012年 《点金者》
- 2013年 《郑氏十七房》饰 郑懋义
- 2014年 《紅色》饰 白老板 （友情出演）
- 2014年 《紅高粱》
- 2014年 《清网行动》
- 2014年 《终极追捕》
- 2015年 《新警事4之一叶惊涛》 饰 张建国
- 2015年 《乾隆秘史》 饰 弘皙
- 2015年 《历史的使命》
- 2015年 《文房四宝》(2012年拍攝) 饰 诸葛诚 (友情出演)
- 2016年 《39度青春》(客串)
- 2017年 《摩登50》 饰 王文军
- 2018年 《绽放吧，百合》
- 2019年 《冷案》 饰 徐金(客串)
- 2019年 《激荡》饰 黄万涛
- 2019年 《学警旋风》饰 高林江 (客串)
- 2019年 《锦衣之下》饰 严嵩
- 2019年 《苦菜花》
- 2020年 《新世界》饰 丁老師(客串)
- 2020年 《东四牌楼东》 饰 佟侯爷(客串)
- 2020年 《陪你漫步这个世界》 饰 许北洋
- 2020年 《二毛驴传奇》(2015年拍攝)饰 驴爹
- 2021年 《燃烧吧！废柴》(网络剧)饰 李诚儒
- 2021年 《古董局中局之掠宝清单》饰 駝爺
- 2021年 《民警老林的幸福生活》饰 齊父(客串)
- 2022年 《一闪一闪亮星星》(网络剧)饰 神秘人
- 2022年 《盛装》饰 顾明山
- 2022年 《医是医、二是二》(网络剧)饰 老李头
- 2022年 《警察荣誉》
- 2023年 《问苍茫》饰 贺民范
- 2024年《烟火人家》饰 李诚智
- 2024年《宣武门》(2017年拍攝)饰 荣禄
- 2025年《人生若如初见》*[註 1]饰 宋葆荃
- 2025年《修仙记之何仙姑传》(2016年拍攝)饰 曹国舅
- 2025年《围猎》(网络剧)饰 牟海东
- 待播 《茶间道》
- 待播 《浣溪沙》饰 郑伯
- 待播 《重返青春》
- 待播 《喜剧之王》(网络剧)
- 待播 《我们与法庭的距离》

### 电影
- 《非常战线》
- 《春天的狂想》
- 2000年 《幸福时光》
- 2000年 《漂亮妈妈》
- 2001年 《大腕》
- 《防守反击》
- 2005年 《独自等待》友情客串
- 2011年 《我知女人心》 饰 董总
- 2013年 《私人訂製》
- 2021年 《再见汪先森》 饰 大導演
- 2022年 《大侦探马修》(网络电影)
- 2022年 《灯下不黑之铜山往事》(网络电影)
- 2022年 《独行月球》饰 孙光阳
- 2022年 《诗巫风云》
- 2022年 《绝望主夫》
- 2024年 《扫黑·决不放弃》饰 于洪波
- 2024年 《市井英雄》
- 2025年 《唐探1900》

## 備註
1. ↑  《人生若如初见》曾於2022年7月18日在爱奇艺平台上线6集剧集，但1小时后撤下